# Panchrysia
Panchrysia is een geslacht van vlinders van de familie Uilen (Noctuidae), uit de onderfamilie Plusiinae.

## Soorten
- P. aurea (Hübner, 1803)
- P. deaurata Esper, 1787
- P. dives (Eversmann, 1844)
- P. mishanensis Chou & Lu, 1979
- P. ornata (Bremer, 1864)
- P. tibetensis Chou & Lu, 1982
- P. v-argenteum (Esper, 1798)
- P. vargenteum Esper, 1798